# Kaneelzuur
Kaneelzuur is een geurloos wit kristallijn carbonzuur, dat vrij slecht oplosbaar is in water. In di-ethylether en basische oplossingen is de stof wel goed oplosbaar.
De esters en zouten van kaneelzuur worden cinnamaten genoemd.

## Synthese
Kaneelzuur kan verkregen worden uit de olie van kaneel, maar het kan ook op verschillende manieren gesynthetiseerd worden. Zo kan het via een Knoevenagel-condensatie bereid worden uit benzaldehyde en malonzuur.
De Perkin-reactie is een condensatiereactie tussen benzaldehyde en azijnzuuranhydride, met kaliumacetaat als base, leidt tot vorming van kaneelzuur en azijnzuur:
Een alternatieve methode is de aldolcondensatie tussen benzaldehyde en aceetaldehyde, waarbij in eerste instantie de β-hydroxycarbonylverbinding ontstaat, die na dehydratie en oxidatie van het geconjugeerd aldehyde kaneelzuur oplevert:

## Kristalstructuur
Kaneelzuur bezit een monokliene kristalstructuur en behoort tot ruimtegroep P21/n. De parameters van de eenheidscel zijn:
- a = 779 pm
- b = 1807 pm
- c = 567 pm
- β = 97°

## Toepassingen
Kaneelzuur wordt gebruikt als smaaktoevoeging, maar voornamelijk in de parfumindustrie voor de vorming van methyl-, ethyl-, en benzylesters. Kaneelzuur en zijn vluchtige ethylester zijn de smaakcomponenten in de etherische olie van kaneel.

## Derivaten
Van kaneelzuur bestaan een aantal derivaten, zoals 4-cumaarzuur, ferulazuur en koffiezuur.